# موسى مالون
موسى مالون (بالإنجليزية: Moses Malone) (مواليد 23 مارس 1955 في فرجينيا - الوفاة 13 سبتمبر 2015)، كان لاعب كرة سلة أمريكي. لعب في الرابطة الوطنية لكرة السلة من سنة 1974 إلى سنة 1995. كان يلعب في مركز الوسط وحصل على جائزة إم في بي ثلاث مرات.

## فرق لعب لها
- هيوستن روكتس
- فيلادلفيا سفنتي سيكسرز
- واشنطن ويزاردز
- أتلانتا هوكس
- ميلووكي باكز
- فيلادلفيا سفنتي سيكسرز
- سان أنطونيو سبرز

## روابط خارجية
- موسى مالون على موقع إن بي أي (الإنجليزية)
- موسى مالون على موقع سبورتس رفرنس (الإنجليزية)
- موسى مالون على موقع ريلجم (الإنجليزية)
- موسى مالون على موقع بروبوليرز (الإنجليزية)
- موسى مالون على موقع سبورتس رفرنس (الإنجليزية)